# Hesperomeles escalloniifolia
Hesperomeles escalloniifolia är en rosväxtart som först beskrevs av Diederich Franz Leonhard von Schlechtendal, och fick sitt nu gällande namn av C. Schneider. Hesperomeles escalloniifolia ingår i släktet Hesperomeles och familjen rosväxter. Inga underarter finns listade i Catalogue of Life.